# 表面科学

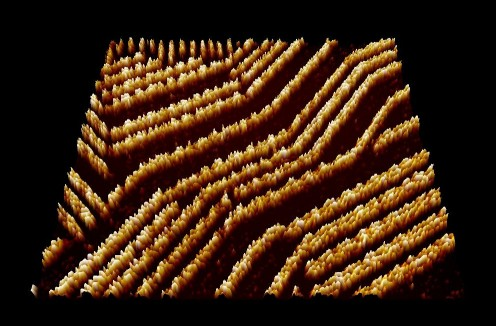
有機半導體喹吖啶酮的超分子鏈吸附在石墨表面上进行自組裝的掃描隧道顯微鏡影像。

表面科学（surface science）主要研究的是发生在两种相的界面（例如固-液界面、固-气界面、固-真空界面和液-气界面）上的物理和化学现象，其子领域包括表面化学和表面物理。表面科学的相关实际应用常被称为表面工程（surface engineering），其中的概念包括多相催化、半导体器件制造、燃料电池、自組裝單分子膜、黏合劑等。表面科学和界面與膠體科學密切相關；而界面化学和物理是雙方的共同課題。此外，界面與膠體科學也研究發生在异质系统中由于界面的奇异性（peculiarities）所引发的宏觀現象。

## 历史
表面化学领域开始于由保罗·萨巴捷在氢化上开创的多相催化和弗里茨·哈伯对哈柏法的开发。歐文·朗繆爾也是这个领域的创始人之一，表面科学的科学杂志《朗缪尔》以他的名字命名。 朗缪尔吸附方程用于模拟单层吸附，其中所有表面吸附位点对吸附物种具有相同的亲和力。格哈德·埃特尔在1974年首次描述了使用称为低能电子衍射（LEED）的新技术在钯表面上吸附氢。随后是对铂，镍，和铁的类似研究。表面科学方面的最新发展包括2007年诺贝尔化学奖得主格哈德·埃特尔在表面化学领域的进步，特别是他对一氧化碳分子和铂表面之间相互作用的研究。

## 表面化学
表面化学可以粗略地定义为在界面处化学反应的研究。它与表面工程密切相关，其目的在于通过引入选择的元素或官能团来改变表面的化学组成，所述元素或官能团在表面或界面的性质中产生各种期望的效果或改进。表面科学对多相催化，电化学和地球化学领域特别重要。

### 催化
氣體或液體分子對表面的黏附稱為吸附。 這可能是由於化學吸附或物理吸附造成的，而催化劑表面分子吸附的強度對於催化劑的性能至關重要（參見萨巴捷原则）。 然而，在具有複雜結構的實際催化劑顆粒中研究這些現像是很困難的。 相反，催化活性材料（例如鉑）的明確單晶表面通常被用作模型催化劑。 多組分材料(Multi-component materials)系統用於研究催化活性金屬顆粒和支撐氧化物之間的相互作用； 這些是透過在單晶表面上生長超薄膜或顆粒而產生的。

## 表面物理
表面物理学可以粗略地定义为在界面处发生的物理变化的研究。它与表面化学重叠。通过表面物理研究的一些事物包括表面状态，表面扩散，表面重建，表面声子和電漿子（Plasmon），外延和表面增强拉曼散射，电子的发射和隧穿，自旋电子学和纳米结构在表面上的自组装。在由纳米级尺度上的几何约束限定的约束液体（Confined liquid）中，大多数分子感测到一些表面效应，这可能导致物理性质严重偏离本体液体（Bulk liquid）的物理性质。

## 分析技术
表面的研究和分析涉及物理的和化学的分析技术。
几种现代方法探测暴露于真空的最上面1-10nm的表面。这些包括X射线光电子能谱法，俄歇电子能谱法，低能电子衍射法（LEED），电子能量损失谱法，热脱附谱法，离子散射谱法，二次离子质谱法，双极化干涉法，以及其他材料分析方法。许多这些技术需要真空，因为它们依赖于从所研究的表面发射的电子或离子的检测。
纯光学技术可用于在各种条件下研究界面。
X射线散射和光谱技术也用于表征表面和界面。
X射线光电子能谱学（XPS）是用于测量表面物质的化学状态和用于检测表面污染的存在的标准工具。
现代物理分析方法包括扫描隧道显微镜（STM）和从其衍生的一系列方法，包括原子力显微镜（AFM）。

## 参阅
- 界面（物质）（英语：Interface (matter)）
- 开尔文探针力显微鏡
- 表面處理
- 表面改性技术
- 摩擦学
- 电子衍射
  - 低能电子衍射
- 电子能量损失谱
- 卢瑟福背散射